# Olympiakos Volos
Olympiakos Volos (griechisch Αθλητικός Σύλλογος Κασσάνδρας Ολυμπιακός Βόλου 1937) ist ein Fußballverein aus Volos, Griechenland.

## Geschichte
Der Verein Olympiakos Volos wurde 1937 in Volos gegründet. Volos stieg erstmals 1966 in die erste griechische Fußballliga, die Alpha Ethniki, auf. Es folgte ein Auf und Ab.
Im Jahr 2008 fusionierten die Mannschaften von ASK Olympiakos Volos und Ethnikos Olympiakos Volos.
In der Saison 2009/10 sicherte sich der Verein die Meisterschaft der Beta Ethniki und spielte in der darauf folgenden Spielzeit in der Super League. Überraschend qualifizierte sich Olympiakos Volos in der Saison 2010/11 für die nationalen Play-offs der Super League und schaffte es daraufhin in die Qualifikation für die UEFA Europa League. Unter anderem behauptete sich das Team aus Volos gegen griechische Traditionsclubs, in dem man beispielsweise auswärts 4:0 gegen AEK Athen und insgesamt drei Mal gegen Panathinaikos Athen gewann. Am 8. Juni 2011 wurde mit dem Spanier Javi García ein neuer Trainer präsentiert.
Der Verein stand jedoch zugleich im Mittelpunkt eines Fußballskandals, in dem es um Spielmanipulationen und illegale Wetten ging. Clubpräsident Achilleas Beos wurde am 27. Juni 2011 verhaftet. Nach einer mehrstündigen Sitzung der Disziplinarkommission wurde Volos zusammen mit Ligakonkurrent AO Kavala zunächst zum Zwangsabstieg in die zweite Liga verurteilt. Am 10. August gab der griechische Verband bekannt, dass die Strafen für beide Vereine in Punktabzüge von acht (für Volos) bzw. zehn Punkten (für Kavala) für die Saison 2011/12 gewandelt wurden. Volos verlor zudem das Startrecht für die UEFA Europa League und wurde für drei Jahre von allen UEFA-Wettbewerben suspendiert. Am 23. August wandelte das zuständige Komitee die Strafe erneut um, sodass Volos und Kavala in die 4. griechische Liga zwangsabsteigen mussten. Klubpräsident Beos wurde lebenslang gesperrt und erhielt eine Geldstrafe in Höhe von 90.000 Euro.

## Erfolge
- Beta Ethniki: 1961/62, 1966/67, 1970/71, 2009/10
- Gamma Ethniki: 1985/86, 1998/99

## Ehemalige Spieler
- Ibrahima Bakayoko, ehemaliger ivorischer Nationalspieler

## Ehemalige Trainer
- Giuseppe Materazzi (2009)
- Javi García (2011)